# AS Victoria Bukarest
Der AS Victoria Bukarest war ein Fußballverein aus Bukarest.

## Sportlicher Werdegang
Dinamo-Victoria Bukarest wurde 1971 als zweite Mannschaft von Dinamo Bukarest gegründet. Ab 1985 wurde der Verein in der ersten rumänischen Liga verselbständigt, in der die Victoria im oberen Drittel der Tabelle mitspielen konnte. Zwischen 1987 und 1989 konnte Victoria Bukarest dreimal den dritten Platz erreichen.
Auf internationaler Ebene war das Erreichen des Viertelfinales im UEFA-Pokal 1988/89 für die Rumänen der größte Erfolg, in dem sie an Dynamo Dresden (1:1,0:4) scheiterten. Im UEFA-Pokal 1989/90 war für Victoria gegen den FC Valencia bereits in der ersten Runde Endstation. Kurz darauf, am 25. Dezember 1989, wurde der Polizeisportverein von den neuen Machthabern in Rumänien „wegen Missbrauch und Verletzung der Gesetze und Sportregeln“ aufgelöst.

## Ehemalige Spieler
- Ionel Augustin
- Marcel Coraș
- Alexandru Custov
- Dumitru Moraru
- Ioan Zare